# Glossaire de l'exploitation du charbon
Le charbon (ou la houille) est exploité depuis des siècles, et utilisé comme combustible et source d'énergie.
- Haut – A
- B
- C
- D
- E
- F
- G
- H
- I
- J
- K
- L
- M
- N
- O
- P
- Q
- R
- S
- T
- U
- V
- W
- X
- Y
- Z

## A
- Areine, arène, araine : en région liégeoise, galerie creusée au pied d'une colline, destinée à évacuer l'eau et permettre l'exploitation de la houille.
- Abattage : fait de détacher le charbon de sa veine et de le réduire en morceaux plus petits pour pouvoir le transporter.

## B
- Boutefeu : mineur chargé de la mise en œuvre des explosifs.
- Bouveleur : mineur chargé de creuser les galeries, de les étançonner et de les entretenir (« boiseur » dans la Loire).
- Botteresse : en Wallonie, femme qui transporte les marchandises à vendre - dont le charbon - sur son dos, dans une hotte.
- Brouetteur : mineur ou personnel transportant le charbon en roulant devant lui une brouette.

## C
- Charbon
- Chevalement
- Comparchonnier
- Centrale au charbon

Extraction

## G
- Gouverneur : chef responsable d'un chantier (« porion » dans le Pays de Liège)

## H
- Haveur : mineur chargé de l'abattage du charbon (« piqueur » dans le bassin Sud-Centre).
- Hercheur ou Herscheur : mineur ou personnel chargé de pousser les wagonnets avant la mécanisation (rouleur dans la Loire)
- Houille

## I
- Ingénieur des mines : cadre supérieur dirigeant

## M
- Machiniste d'extraction : ouvrier travaillant en surface, chargé d'actionner le mouvement des cages.

## P
- Porion : chef responsable d'un chantier (gouverneur dans la Loire)
- Porteur : mineur ou personnel transportant le charbon, chargé de sacs ou de hottes. Voir aussi « botteresse ».
- Routeur : voir hercheur.
- Piqueur : mineur chargé de l'abattage du charbon (« haveur » dans le Pays de Liège).

## R
- Remblayeur : personne chargée de remblayer les vides après l’extraction du charbon.
- Repasseur de fosse : mineur chargé de l'entretien du puits (mineur de puits dans la Loire).
- Rouleur : mineur ou personnel chargé de pousser les wagonnets avant la mécanisation (« hercheur » dans le Pays de Liège).

## T
- Traîneur, mineur ou personnel transportant le charbon, en poussant ou tirant des traîneaux à patins.
- Taille : site où ont lieu des opérations d'abattage.